# Robert Sink
Robert Frederick Sink (Lexington (North Carolina), 3 april 1905 - Fort Bragg (North Carolina), 13 december 1965) was een Amerikaanse legerofficier tijdens de Tweede Wereldoorlog, de Koreaanse Oorlog en tijdens de campagnes in Panama en het begin van de oorlog in Vietnam. Hij is beroemd door de leiding van het 506th Parachute Infantry Regiment van de 101st Airborne Division.

## Begin van carrière
Sink studeerde een jaar aan de Duke University (beter bekend onder de naam Trinity College) voordat hij begon te studeren aan de Amerikaanse militaire academie West Point. Hij studeerde in 1927 af en eindigde als 174e van de 203 cadetten van zijn jaargang. Sink werd tweede luitenant in het 8e infanterieregiment in Fort Screven, Georgia.
Andere regimenten waarin hij daarna dienstdeed zijn het (65e regiment) in Puerto Rico (1929), de Amerikaanse School voor chemische oorlogsvoering (in 1932) en het "Civilian Conservation Corps", een werkverschaffingsproject voor werkloze jonge mannen in McAlevy's fort, Pennsylvania in 1933 om in 1935 terug te keren naar de infanterie in het 34e regiment in Fort Benning, Georgia.
Na in november 1937 te zijn overgeplaatst naar de Filipijnen en dienst te hebben gedaan bij het 57e regiment in Fort McKinley, keerde Sink terug naar de V.S, naar het 25e regiment, in Fort Huachua, Arizona, waar hij dienstdeed als compagniescommandant.

## Tijdens de Tweede Wereldoorlog
In 1940 was hij verbonden aan het 501e parachutistenregiment in Fort Benning. Sink behoorde tot de 4 procent van de officieren van het Amerikaanse leger die een opleiding als paratroeper had afgerond en ieder jaar vierde hij zijn verjaardag door een sprong te maken. Later was hij het hoofd van het 503e luchtlandingsbataljon, dat al vlug tot een regiment uitgroeide. In juli 1942 werd hij benoemd tot commandant van het 506e regiment luchtlandingstroepen in kamp Toccoa, Georgia; Fort Benning, Georgia en in Fort Bragg, North Carolina. Gedurende de hele oorlog voerde hij het bevel over dit regiment dat de bijnaam "Five-Oh Sink" kreeg. Tijdens de oorlog maakte hij twee gevechtssprongen (respectievelijk op D-Day en tijdens Operatie Market Garden) en hij voerde zijn regiment aan tijdens de harde strijd, die later zou worden herinnerd als het Ardennenoffensief.

## Naoorlogse carrière
Op 12 augustus 1945 werd Sink gepromoveerd tot plaatsvervangend commandant van de 101ste divisie luchtlandingstroepen. Op het einde van het jaar begon hij aan een nieuwe opleiding, de Amerikaanse Hogere Krijgsschool, waaraan hij afstudeerde in juni 1949. In januari 1951 werd hij commandant van de 7e divisie in Korea. Hij keerde terug naar de V.S en werd daarna bevelhebber van de 11e luchtlandingsdivisie. Ten slotte werd hij bevelhebber van het 18e luchtlandingskorps en van Fort Bragg. In mei 1958 werd hij benoemd tot bevelhebber van het STRAC (strategisch legerkorps). Zijn laatste bevelen gaf hij in Panama. Luitenant-generaal Frederick Robert Sink ging met pensioen in 1961. Vier jaar later overleed hij.
In de televisieserie Band of Brothers wordt de rol van Robert Sink gespeeld door Vietnamveteraan Dale Dye.

## Toegekende onderscheidingen
- Silver Star met twee Oak Leaf clusters (20 juni 1944, 1944 en 1952)[2]
- Legion of Merit in 1945[2] met één Oak Leaf cluster op 15 januari 1952[2]
- Air Medaille met één Oak Leaf cluster[2]
- Distinguished Unit Citation met één Oak Leaf cluster
- American Defence Service Medal[2]
- American Campaign Medal[2]
- Army of Occupation Medal gespen "DUITSLAND" en "JAPAN"[2]
- Combat Infantryman Badge[2]
- Koreaanse Service Medaille[2]
- World War II Victory Medal

Onderscheidingen van Amerika's bondgenoten
- België: Oorlogskruis met bronzen Palm ("Croix de Guerre avec Palme")[2]
- België: Fourragère
- België: Officier in de Leopoldsorde met Palm[2]
- Frankrijk: Oorlogskruis met Palm ("Croix de Guerre avec Palme")[2]
- Groot-Brittannië: Distinguished Service Order[2] (niet gepubliceerd in The Gazette)
- Korea: "Korean Presidential Unit Citation", een onderscheiding van de Koreaanse president
- Nederland: Bronzen Leeuw op 14 november 1946[3][2]

## Militaire loopbaan
- Second Lieutenant, United States Army: 14 juni 1927[2]
- First Lieutenant, United States Army: 31 augustus 1933[2]
- Captain, Regular Army: 13 juni 1937[2]
- Major, United States Army: 31 januari 1941[2]
- Major, Regular Army: 14 juni 1944[2]
- Lieutenant Colonel, United States Army: 1 februari 1942[2]
- Lieutenant Colonel, Regular Army: 15 juli 1948[2]
- Colonel, Regular Army: 23 maart 1951[2]
- Brigadier General, United States Army: 13 februari 1951[2]
- Major General, United States Army: 11 april 1948[2]
- Brigadier General, Regular Army: 11 april 1955[2]
- Major General, United States Army: 14 april 1955[2]
- Lieutenant General, Regular Army: 8 september 1959[2]

De rangen in de RA zijn de werkelijke rang en een militair ontvangt de daarbij behorende soldij. De rangen in de US Army zijn honorair, het zijn zogenaamde "Theater Ranks", waarbij "theater" een oorlogsgebied aanduidt. Aan het einde van de Tweede Wereldoorlog voerde Robert Sink het commando van een kolonel maar ontving hij de soldij van een majoor.

## Organisaties
- 8th Infantry Regiment
- 34th Infantry Regiment
- Civilian Conservation Corps
- 57th Infantry Regiment
- 25th Infantry Regiment
- 501st Parachute Infantry Battalion
- 503rd Parachute Infantry Regiment
- 506th Parachute Infantry Regiment
- 7th Infantry Division
- 11th Airborne Division
- 7th Armored Division
- 44th Infantry Division
- Joint Airborne Troop Board
- Military Assistance Advisory Group, Brazil
- XVIII Airborne Corps
- Strategic Army Corps